# Wenjiang

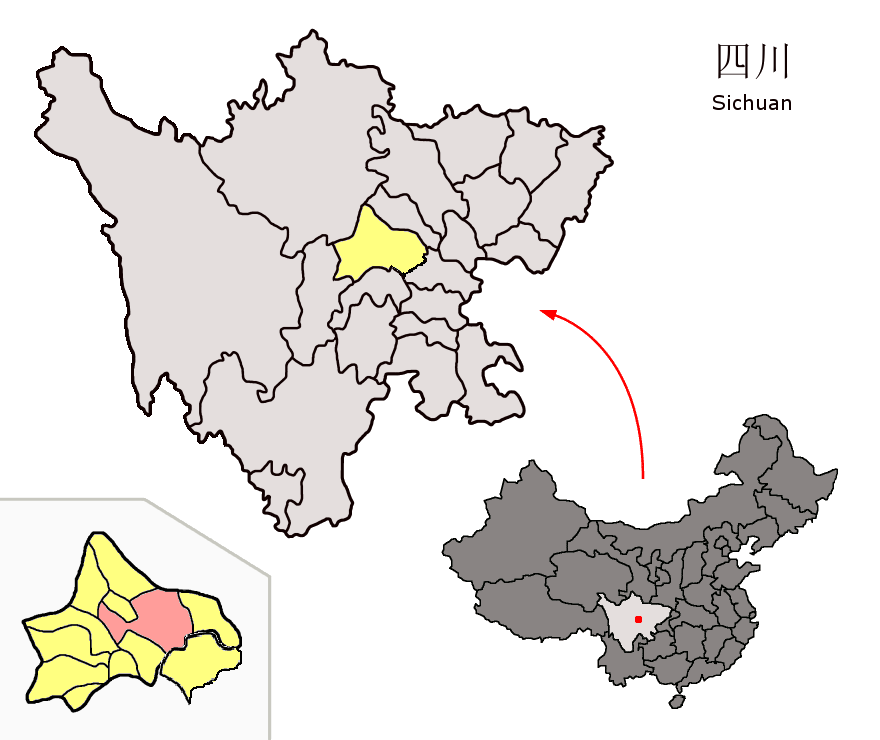
Lage des Gebiets der Stadtbezirke (rosa) auf dem Gebiet der Unterprovinzstadt Chengdu (gelb).

Der Stadtbezirk Wenjiang (chinesisch 温江区, Pinyin Wēnjiāng Qū) ist ein Stadtbezirk in der chinesischen Provinz Sichuan. Er gehört zum Verwaltungsgebiet der Unterprovinzstadt Chengdu. Wenjiang hat eine Fläche von 263,6 km² und zählt 967.868 Einwohner (Stand: Zensus 2020).

## Administrative Gliederung
Auf Gemeindeebene setzt sich der Stadtbezirk aus sechs Straßenvierteln und drei Großgemeinden zusammen. 
- Straßenviertel: Liucheng (chinesisch 柳城), Gongping (chinesisch 公平), Yongquan (chinesisch 涌泉), Tianfu (chinesisch 天府), Jinma (chinesisch 金马) und Yongning (chinesisch 永宁)
- Großgemeinden: Hesheng (chinesisch 和盛), Wanchun (chinesisch 万春) und Shou'an (chinesisch 和寿安)